# Do it (吉野裕行の曲)
「Do it」（ドゥー・イット）は、吉野裕行の楽曲。渡辺未来が作詞・作曲を手掛けた。吉野のシングルとして2014年9月17日にKiramuneから発売された。

## シングルリリース
吉野の初めてのシングルリリースとなる。
販売形態は豪華盤（LACM-34271）と通常盤（LACM-14271）の2種リリースで、豪華盤には本曲のPVを収録したDVDが同梱されている。

## シングル収録内容
| #         | タイトル     | 作詞      | 作曲      | 編曲      | 時間  |
| --------- | ------------ | --------- | --------- | --------- | ----- |
| 1.        | 「Do it」    | 渡辺未来  | 渡辺未来  | 渡辺未来  | 4:57  |
| 2.        | 「CALL」     | kenko-p   | 上田起士  | 宮崎誠    | 4:17  |
| 3.        | 「グッバイ」 | 喜介      | 睦月周平  | 睦月周平  | 4:29  |
| 合計時間: | 合計時間:    | 合計時間: | 合計時間: | 合計時間: | 13:44 |

| #  | タイトル              | 作詞 | 作曲・編曲 |
| -- | --------------------- | ---- | ---------- |
| 1. | 「Do it」(MUSIC CLIP) |      |            |
| 2. | 「TRAILER」           |      |            |